# Apterona valvata
Apterona valvata är en fjärilsart som beskrevs av Gerstaecker 1871. Apterona valvata ingår i släktet Apterona och familjen säckspinnare. Inga underarter finns listade i Catalogue of Life.